# Helmut Pabst (Mediziner)
Helmut Pabst (* 1942/1943) ist ein deutscher Sportmediziner und ehemaliger Basketballspieler.

## Laufbahn
Pabst spielte in den 1960er Jahren als Flügelspieler für den TSV 1860 München in der Basketball-Bundesliga.
Nach dem Medizinstudium war Pabst ab 1971 als Sportmediziner tätig und betreute als Sportarzt ab den frühen 1970er Jahren auch die bundesdeutschen Nationalmannschaften im Eisschnelllauf und Eishockey. Bei den Olympischen Sommerspielen 1992 war Pabst als Arzt für die Betreuung der Marathonläufer zuständig. 1994 gründete er die „PWC Medizinische Testverfahren im Sport GmbH“, die medizinische Testverfahren, darunter insbesondere Dopingkontrollen, durchführt, ab 2000 auch außerhalb Deutschlands. Seine in Gilching angesiedelte Firma wurde zu einem der weltweit größten Doping-Kontrollunternehmen und der wichtigste Anbieter dieser Art in Deutschland. 2003 wurde sein Unternehmen Partner der Nationalen Anti-Doping-Agentur Deutschlands (NADA) und übernahm die Durchführung „sämtlicher Trainings- und Wettkampfkontrollen“. Zeitweilig war er Präsident des Bayerischen Sportärzteverbandes und wurde später dessen Ehrenpräsident.
Pabst hat fünf Töchter.